# 阿嘉莎：無所不在
是一部美國劇情超級英雄類型的網路影集，改編自漫威漫畫的漫畫角色阿嘉莎·哈克尼斯。影集是2021年影集《汪達幻視》的衍生作品，屬於漫威電影宇宙的系列作品之一，與漫威電影宇宙系列電影處於同一架空世界和共同世界。影集由潔克·薛佛開創並擔當首席編劇和執行製片人，漫威影業製作，預定於線上串流媒體平台Disney+首播。
凱薩琳·哈恩回歸領銜出演女主角阿嘉莎·哈克尼斯，該角色首次出現於2021年影集《汪達幻視》。2021年10月，漫威開始開發影集，潔克·薛佛和凱薩琳·哈恩確定回歸參與製作。片名於2022年7月公佈。主體拍攝計劃於2022年12月在喬治亞州亞特蘭大開機。影集計劃於2024年9月19日播出，屬於漫威電影宇宙第五階段。

## 演員與角色
- 凱薩琳·哈恩 飾演 阿嘉莎·哈克尼斯（Agatha Harkness）

擅長吸取他人魔力，能力強大的女巫，曾化名為艾格妮絲（Agnes）出現於情景喜劇《汪達幻視》中，是汪達·麥西莫夫和幻視的「吵雜鄰居」。為人自私貪心，但孩子永遠是她的軟肋，為此她甘願赴死。
塔羅牌顯示為寶劍三，為心碎、悲傷、哀痛。
- 喬·洛克 飾演 威廉·卡普蘭／比利·麥西莫夫／「少年」（William Kaplan / Billy Maximoff / "Teen"）

汪達與幻視的轉世之子，擁有混沌魔法的力量，帶有黑色幽默感，阿嘉莎女巫團的助手 。比利被其他角色稱為“少年”，由於他身上有占卜女巫莉莉亞·卡德魯設下的魔法護身符，任何巫師都無法感知他的名字或任何有關他的身份資訊。洛克將這個角色描述為“非常體貼和善良”，同時又很衝動，並解釋說道他的角色的“夢想”是與阿嘉莎一起加入女巫幫，並在女巫之路上旅行，並稱他為「粉絲式」巫術和女巫並「在他的元素中」。該角色的原始形態為比利·麥西莫夫，此前曾由朱利安·希利亞德（Julian Hilliard） 在《汪達幻視》和《奇異博士2：瘋狂多元宇宙》中飾演，在《汪達幻視》結束瞬間，其靈魂進入車禍後的威廉·卡普蘭肉體繼續存活。 。
塔羅牌身分顯示為魔術師正位，代表無窮潛力，欠缺物顯示為太陽正位，其目標是追尋團圓，意外收獲顯示是高塔逆位，代表神奇轉變。
- 黛布拉·喬·拉普（英语：Debra Jo Rupp） 飾演 莎朗·戴維斯（Sharon Davis）

紐澤西州西景鎮的居民，並在情景喜劇《汪達幻視》中飾演哈特夫人（Mrs. Hart）。
- 伊凡·彼得斯 飾演 華夫·勃南（Ralph Bohner）

西景鎮的前居民，現在自稱「藍道」（Randall），在情景喜劇《汪達幻視》中被阿嘉莎控制飾演皮特洛·麥西莫夫，該角色此前於《汪達幻視》第5至8集登場。
- 帕蒂·盧波內 飾演 莉莉亞·卡德魯（Lilia Calderu）

占卜女巫，其意識在各個時間點跳躍，無法長期保持在線性時間上，只能觀看而無法干涉命運，因為經常目睹死亡又無力改變而苦惱。
塔羅牌身分顯示為聖杯皇后，有愛心、同理心，既包容又懂得易地而處，將心比己，了解他人的需要。
- 奧布瑞·普拉扎 飾演 里約／死亡（Rio / Death）

原始綠女巫，萬物的自然秩序，口頭禪為「條條大路通向我」。是阿嘉莎的摯愛。給了阿嘉莎太多特殊待遇，包含給死產的阿嘉莎之子續命。
塔羅牌顯示為死神。
- 薩希爾·澤瑪塔（英语：Sasheer Zamata） 飾演 珍妮佛·「珍」·凱爾（Jennifer "Jen" Kale）

魔藥女巫與知名藥妝商，魔法被封印的女巫，但是仍可以調製解毒藥和療傷藥，因為官司纏身成為阿加莎女巫幫的成員。 。
塔羅牌顯示為女祭司。
- 阿里·安（英语：Ali Ahn） 飾演 愛麗絲·胡-古利弗（Alice Wu-Gulliver）

阿加莎的女巫團成員，前警察，守護女巫，擅長保護結界與驅邪。愛麗絲的家族受到世代詛咒的困擾，導致他們被惡魔困擾。
塔羅牌顯示為權杖騎士。
部份於《汪達幻視》出現的西景鎮的居民將回歸出演，包括艾瑪·考爾菲德飾演莎拉·哥達（Sarah Proctor），她在情景喜劇中飾演菲爾·瓊斯的妻子多蒂·瓊斯（Dottie Jones）。大衛·倫格爾（David Lengel）飾演哈羅·哥達／菲爾·瓊斯（Harold Proctor / Phil Jones）；大衛·佩頓（David Payton）飾演約翰·柯林斯／阿荷（John Collins / Herb）；阿西夫·阿里（Asif Ali）飾演阿比拉舒·譚頓／諾姆（Abilash Tandon / Norm）；阿莫斯·格里克（Amos Glick）飾演披薩送餐員丹尼斯（Dennis）。凱特·富比士（Kate Forbes）回歸出演阿嘉莎·哈克尼斯的母親伊凡諾拉·哈克尼斯（Evanora Harkness），拜仁·布萊曼（Brian Brightman）飾演西景鎮的警長。

## 製作

### 開發
2019年8月，漫威影業在D23博覽會上公布凱薩琳·哈恩參演Disney+的2021年影集《汪達幻視》，飾演汪達·麥西莫夫和幻視的「吵雜鄰居」艾格妮絲（Agnes）。在《汪達幻視》第七集中，艾格妮絲的真實身份被證實為阿嘉莎·哈克尼斯，哈克尼斯改編自漫威漫畫的同名角色。2021年5月，《汪達幻視》的首席編劇兼執行製片人潔克·薛佛與漫威影業簽訂為期三年的合作協議，開發Disney+影視作品。2021年10月，《綜藝》報導稱漫威影業正在開發一部「黑色喜劇」類型的衍生影集，哈恩回歸領銜出演阿嘉莎·哈克尼斯，潔克·薛佛回歸擔當編劇和執行製片人。哈恩與漫威影業已簽訂出演多部影視作品的合約，其中包括該衍生影集。2021年11月，漫威正式確定開發影集，片名為《阿嘉莎：哈克尼斯家族》（Agatha: House of Harkness）。2022年7月，漫威在聖地牙哥國際漫畫展上宣布片名改為《阿嘉莎：混沌女巫幫》（Agatha: Coven of Chaos），定於2023年在Disney+首播。

### 選角
2021年10月，隨著影集正式宣布製作，凱薩琳·哈恩確認回歸飾演阿嘉莎·哈克尼斯。
此外，奧布瑞·普拉扎、阿里·安、瑪麗亞・迪斯拉、艾瑞克·安德烈、薩希爾·澤瑪塔、帕蒂·盧波內、邁爾士·古鐵雷斯和奧奎・奧克波克華斯利將出演未知角色。

### 拍攝
主體拍攝計劃於2022年12月在喬治亞州亞特蘭大開機。

## 迴響

### 評價
| 季數 | 季數 | 爛番茄           | Metacritic     |
| ---- | ---- | ---------------- | -------------- |
|      | 1    | 84%（211篇評論） | 66（32篇評論） |

根据評論匯總网站爛番茄汇总的211篇评论文章，84%的评论家给予该作正面评价，使之獲得「認證新鮮」標識，平均打分为7.25分（满分10分）。该网站总结的评论家共识是“傑出的凱薩琳·哈恩在這部漫威宇宙衍生劇中由一群令人難忘的演員作為後盾，該劇別具一格，巧妙調製出屬於自己的獨特風味。”在Metacritic上，32位影評人共給予了66分的分數（滿分100分），這部影集獲得了「普遍好評」。

## 發行
影集於2024年9月19日Disney+首播，萬聖節完結。。

## 相關媒體

### 紀錄片特輯
2021年2月，迪士尼宣佈製作紀錄片影集《漫威影業：創作大本營》，包括漫威電影宇宙電影和影集項目的幕後製作花絮，並採訪主要演員和創意團隊。以影集《阿嘉莎：無所不在》為主題的特輯於2024年11月13日於漫威娛樂的YouTube頻道釋出。

## 備註
1. ↑  依照漫威電影宇宙電視劇播出次序。
2. ↑  依照漫威電影宇宙中故事發生的時間次序，參見漫威电影宇宙#時間線。

## 資料來源
1. 1 2 3 4  Otterson, Joe. . Variety. 2021-10-07  [2021-10-07]. （原始内容存档于2021-10-07） （美国英语）.
2. 1 2 3  Travis, Ben. . Empire. July 30, 2024  [July 30, 2024]. （原始内容存档于July 30, 2024）.
3. ↑  Petski, Denise. . Deadline Hollywood. November 1, 2022  [November 1, 2022]. （原始内容存档于November 1, 2022）.
4. 1 2  Miller, Lauren; Taylor-Foster, Kim. . Total Film. GamesRadar+. August 14, 2024  [August 30, 2024]. （原始内容存档于August 29, 2024）.
5. 1 2  Romano, Nick. . Entertainment Weekly. September 3, 2024  [September 4, 2024]. （原始内容存档于September 3, 2024）.
6. ↑  Romano, Nick. . Entertainment Weekly. September 4, 2024  [September 4, 2024]. （原始内容存档于September 4, 2024）.
7. ↑  Klein, Brennan. . Screen Rant. October 11, 2024  [October 11, 2024].
8. ↑  Andreeva, Nellie. . Deadline Hollywood. 2023-01-03  [2023-01-03]. （原始内容存档于2023-01-03）.
9. 1 2 3  Behbakht, Andy. . Screen Rant. 2023-01-13  [2023-01-14]. （原始内容存档于2023-01-14）.
10. ↑  Horne, Karama. . Mashable. August 14, 2023  [August 14, 2023]. （原始内容存档于August 14, 2023）.
11. 1 2  Romano, Nick. . Entertainment Weekly. September 6, 2024  [September 7, 2024]. （原始内容存档于September 7, 2024）.
12. ↑  Robertson, Devin. . Newsweek. October 8, 2024  [October 11, 2024].
13. ↑  Breznican, Anthony. . Vanity Fair. 2022-10-04  [2022-10-04]. （原始内容存档于2022-10-04）.
14. 1 2 3 4  Carter, Justin. . Gizmodo. 2023-01-14  [2023-01-14]. （原始内容存档于2023-01-14）.
15. ↑  Ellard, Andrew. . The Guardian. 2021-02-26  [2021-02-26]. （原始内容存档于2021-02-26）.
16. ↑  Esfarjani, Bobak; McDonnell, Megan. . . 第1季. 第4集.  事件发生在 7:56–8:24, 30:45. 2021-01-29  [2023-01-16]. Disney+. （原始内容存档于2021-10-06）.
17. ↑  Coggan, Devan. . Entertainment Weekly. 2020-11-10  [2020-11-10]. （原始内容存档于2020-11-10） （美国英语）.
18. ↑  Coggan, Devin. . Entertainment Weekly. 2019-08-23  [2019-08-24]. （原始内容存档于2019-08-24） （美国英语）.
19. ↑  Purslow, Matt. . IGN. 2021-02-19  [2021-02-19]. （原始内容存档于2021-02-19） （美国英语）.
20. ↑  Otterson, Joe. . Variety. 2021-05-26  [2021-05-26]. （原始内容存档于2021-05-26） （美国英语）.
21. ↑  Andreeva, Nellie. . Deadline Hollywood. 2021-10-07  [2021-10-07]. （原始内容存档于2021-10-07） （美国英语）.
22. ↑  Hipes, Patrick. . Deadline Hollywood. 2021-11-12  [2021-11-12]. （原始内容存档于2021-11-12） （美国英语）.
23. ↑  Vary, Adam B. . Variety. 2022-07-23  [2022-07-24]. （原始内容存档于2022-07-24）.
24. ↑  Webb Mitovitch, Matt. . TVLine. 2022-07-16  [2022-07-18]. （原始内容存档于2022-07-16）.
25. ↑  Andreeva, Nellie. . Deadline Hollywood. 2022-11-02  [2022-11-02]. （原始内容存档于2022-11-02）.
26. ↑  Andreeva, Nellie. . Deadline Hollywood. 2022-11-03  [2022-11-03]. （原始内容存档于2022-11-03）.
27. ↑  Barnhardt, Adam. . Comicbook.com. 2022-11-07  [2023-01-16]. （原始内容存档于2023-06-05）.
28. ↑  Andreeva, Nellie. . Deadline Hollywood. 2022-11-07  [2022-11-07]. （原始内容存档于2022-11-07）.
29. ↑  Andreeva, Nellie. . Deadline Hollywood. 2022-12-21  [2022-12-21]. （原始内容存档于2022-12-21）.
30. ↑  Kit, Borys. . The Hollywood Reporter. 2023-01-13  [2023-01-13]. （原始内容存档于2023-01-13）.
31. ↑  . Production Weekly. 2022-09-14  [2022-09-15]. （原始内容存档于2022-09-15）.
32. ↑  Gelman, Samuel. . CBR. 2022-07-01  [2022-07-02]. （原始内容存档于2022-07-02）.
33. ↑  . Production Weekly. 2022-06-29  [2022-06-29]. （原始内容存档于2022-06-30）.
34. 1 2  . Rotten Tomatoes. Fandango Media.   [2024-11-21] （美国英语）.
35. 1 2  . Metacritic. Red Ventures.   [2025-07-06] （美国英语）.
36. ↑  Paige, Rachel. . Marvel.com. 2021-02-16  [2021-02-16]. （原始内容存档于2021-02-16） （美国英语）.
37. ↑  Eddy, Cheryl. . Gizmodo. 2024-11-13.

## 外部連結
- 互联网电影数据库（IMDb）上《阿嘉莎：無所不在》的资料（英文）
- 在Disney+上觀看《阿嘉莎：無所不在》